# Nyzeeländsk dollar
Nyzeeländsk dollar (NZ$ - New Zealand dollar) är den valuta som används i Nya Zeeland och i vissa områden i Stilla havet. Valutakoden är NZD. 1 Dollar = 100 cents.
Valutan infördes under åren 1967 till 1969 och ersatte det nyzeeländska pundet.
På valutamarknaden kallas valutan "kiwi" eller "kiwidollar" för att skilja den från den amerikanska USD.

## Användning
Valutan ges ut av Reserve Bank of New Zealand - RBNZ som grundades 1933 med huvudkontoret i Wellington.
Används förutom i Nya Zeeland även i en valutaunion i:
- Cooköarna, har även egen valuta Cook Islands dollar
- Niue
- Pitcairn
- Tokelau

## Valörer
- mynt: 1 och 2 Dollar
- underenhet: 10, 20 och 50 cents
- sedlar: 5, 10, 20, 50 och 100 NZD